# Batalla de Megalópolis
La batalla de Megalópolis fue un enfrentamiento militar entre el Reino de Macedonia y la polis griega de Esparta, librado en el 331 o 330 a. C., en que el regente Antípatro de Macedonia derrotó y dio muerte al rey Agis III. 
Posiblemente fue una de las mayores batallas de la historia de Grecia por el número de combatientes involucrados, alrededor de 70.000 por ambas partes.

## Antecedentes
Las victorias de Alejandro III de Macedonia sobre el rey persa Darío III habían alarmado a los griegos y empezaron a planear rebelarse mientras los persas aún podían ayudarlos. Sabían que si los persas eran vencidos, el poder de Macedonia se volvería incontrarrestable. Esperaban que Darío III les enviaría dinero para contratar muchos mercenarios, mientras Alejandro III no podría dividir sus fuerzas para someterlos. Así, mientras la mayoría de las fuerzas estaban ocupadas en Asia, hubo una revuelta en Grecia y Creta.
En el otoño del año 333 a. C., el rey espartano Agis III se reunió con los comandantes persas Farnabazo III y Autofradates en algún sitio del Mar Egeo y les había revelado sus proyectos para una guerra contra Alejandro III en Grecia. Los persas acordaron apoyar a Agis III con 30 talentos y solamente 10 trirremes a los que Agis III logró sumar a mercenarios griegos sobrevivientes de la batalla de Issos que habían servido en el ejército persa, una fuerza de 8.000 hombres hambrientos de venganza.

## Rebelión
El rey espartano envió a su hermano Agesilao con una flota a ocupar Creta, apoderándose de la mayor parte y forzando a las ciudades a apoyar a los persas gracias a los mercenarios contratados. Al parecer Cnosos, Gortina y Cidonia habían apoyado la política macedonia, mientras que Licto la causa espartana. El almirante macedonio Anfótero fue enviado desde Tiro para combatir contra persas, rebeldes y piratas en Creta y el Peloponeso junto con 3.000 talentos de plata para financiar el ejército de Antípatro. Quinto Curcio Rufo afirma que la isla quedó dividida, una parte ocupada por los espartanos y otra por los macedonios, siendo la principal la primera.
Mientras tanto, Antípatro, regente de Alejandro en Macedonia, estuvo ocupado en Tracia donde el general macedonio Memnón de algún modo estuvo implicado en una rebelión, al parecer, había negociado el apoyo de los persas para levantar a los tracios. Según Diodoro Sículo, los espartanos aprovecharon la oportunidad y llamaron a los griegos a luchar contra el dominio macedonio, pero los atenienses, los más favorecidos por Alejandro III, se negaron, pero la mayoría de los peloponesos y algunos griegos del norte se sumaron al levantamiento. Entre sus fuerzas estaban los gobernantes de Élide y Arcadia, a los que Agis III les había ayudado a volver del exilio. En cambio, Rufo menciona que se les sumaron las ciudades de Acaya, excepto Pelene, las de Élide y toda Arcadia excepto Megalópolis; destaca entre sus aliados la ciudad de Tegea en Arcadia.
Corinto no se sumó al levantamiento a pesar de ser una tradicional aliada de Esparta, probablemente porque tenía una guarnición macedonia en su interior. Tampoco lo hicieron Argos, Megalópolis y la región de Mesenia, pero en estos casos se debió a su antigua hostilidad a los espartanos, pues eran de sus vecinos más cercanos y durante siglos habían sufrido su hegemonía militar. En cambio, Acaya estaba geográficamente más aislada del resto de la península, por lo que sufrió menos la hegemonía espartana. Élide si había padecido esa influencia, por lo que en las décadas previas tuvo una política ambivalente. Sin embargo, los macedonios no eran populares entre su población y para cuando ocurrió la revuelta, el territorio estaba en poder de una facción anti-macedónica. Por su parte, Tegea se sumó posiblemente obligada por los rebeldes, de ahí que su posterior castigo fue bastante leve. Por último, Mantinea, influyente polis de Arcadia, no tenía nada que ganar con los macedonios y era una vieja rival de Megalópolis.
Los griegos reunieron una hueste de 22.000 infantes y 2.000 jinetes reclutados entre lo mejor de su juventud. Los espartanos movilizaron a toda su gente y se pusieron bajo las órdenes de su rey. Dinarco dice que además de espartanos, acadios y eleos, los alzados contaban con 10.000 mercenarios. El historiador estadounidense Fred Eugene Ray calcula, respecto de la infantería, que unos 16.000 serían hoplitas y 4.000 infantes ligeros, cuyo origen sería principalmente espartano (4.000 a 5.000, toda la tropa de la polis) y de Élide, Acaya y especialmente Arcadia (5.000 a 6.000). La caballería debió venir ser espartana y elea con posibles contingentes tesalios y focios.
Al enterarse del levantamiento griego, Antípatro acordó rápidamente la paz en Tracia y marchó con un ejército de 40.000 macedonios y griegos leales. También se le quisieron sumar contingentes de ciudades del Peloponeso que aún eran leales a Alejandro III, pero el regente desconfiaba de ellas y les ordenó cordialmente volver a sus casas. Ray calcula que un cuarto de sus hombres pudieron ser de origen macedónico: 3.000 hipaspistas, 9.000 pecétairoy, 3.000 escaramuzadores de a pie y 1000 jinetes (600 lanceros ligeros y 400 hetairoi). Sus otros soldados eran 15.000 hoplitas y 5.000 infantes ligeros de origen beocios, peloponesios (sobre todo del nordeste de la península) y mercenarios (quizás hasta un tercio) más 4.000 jinetes tracios, tesalios y beocios.
El historiador John D. Grainger considera que ambos comandantes movilizaron grandes ejércitos, usando como base fuerzas relativamente pequeñas (6.000 espartanos y periecos en el caso de Agis III y 13.500 macedonios en el de Antípatro). Las fuerzas rebeldes incluirían también 16.000 aliados griegos y los 10.000 mercenarios antes mencionados, aunque posiblemente estos últimos fueran menos en realidad. Las de Antípatro, además de los macedonios, debían sumar unos 5.000 tracios e ilirios y el resto, unos 23.000 hombres, se distribuían en partes iguales en aliados y mercenarios de Grecia.
El rey espartano consiguió un éxito inicial en el verano de 331 a. C., cuando venció a Corragos, general macedonio que comandaba la guarnición dejada en Corinto. Sin embargo, en Arcadia, la ciudad de Megalópolis permaneció leal a los macedonios por los beneficiosos tratados que había conseguido con Filipo II de Macedonia. Además, la ciudad tenía más que perder en caso de una victoria espartana y tenía las fortificaciones para resistir a los rebeldes. Por esto, fue asediada, estando cerca de rendirse para cuando llegó Antípatro con ayuda.

## Ubicación y cronología
Existió cierto debate sobre si la batalla se dio cerca de Mantinea o de Megalópolis, pero Plutarco indica que los oficiales espartanos aconsejaron a Agis III no luchar cerca de Mantinea, pero es más probable que se refieran a su victoria sobre Corragos. La respuesta del rey fue «el que quiere gobernar sobre muchos, debe poder luchar contra muchos».
También hay ciertas dudas con su cronología. Se sabe que el combate sucedió antes de Gaugamela, por lo que la revuelta debió estallar en el verano de 331 a. C., pero en diciembre de ese año, cuando Alejandro III envió dinero a Antípatro aún no debían llegar a Susa las noticias de la batalla, por lo que aquella debió suceder tan temprano como en el otoño de 331 a. C. o tan tarde como a finales del verano de 330 a. C..

## Combate
El regente macedonio decidió instalar su campamento cerca del rebelde y viendo que era superior en número de soldados y pertrechos, optó por una batalla campal, pero los espartanos escogieron un terreno estrecho para impedir que sus enemigos usaran su ventaja numérica. Entonces, Agis III y su guardia real cargaron y mataron a numerosos macedonios y ahuyentando a un número mayor.
Los macedonios se retiraron a una llanura, donde pudieron restablecer su línea y plantar cara a los espartanos que les perseguían aprovechando su mayor número. El rey espartano destacó como un hábil guerrero en la batalla, combatiendo a corta o larga distancia hasta que una jabalina le hirió, siendo trasladado herido a su campamento por sus guardias. Sin embargo, los espartanos lograron mantener la cohesión de la línea y se retiraron a una posición de más fácil defensa para encarar al enemigo, que los atacaba en densas formaciones.
Acorde a Rufo, «No hay otra crisis registrada que haya sido más violenta. En la guerra de las dos naciones más nobles». Ambos bandos se respetaban mutuamente, aunque los espartanos luchaban por su libertad y los macedonios por el dominio, y con los primeros ahora carentes de un líder. La lucha duró todo el día, pues la estrechez del campo de batalla impedía usar todas sus fuerzas y los hombres en las primeras líneas no podían retroceder, mientras que atrás sus compañeros gritaban animándolos.
Rufo afirma que la línea espartana empezó a languidecer por el cansancio, sus guerreros sudaban tanto se caían y debían volver a pararse. Acorde a Diodoro, los espartanos consiguieron mantener sus posiciones hasta que sus aliados fueron forzados a retroceder, entonces se retiraron a su región. Los macedonios persiguieron sin descanso a sus enemigos, que huían en desbanda, sin dejarles distancia para intentar algo, y se concentraron en dar caza a Agis III.
Durante la lucha, Agis III fue herido varias veces y cuando fue llevado por sus soldados de vuelta a Esparta durante la retirada, fue rodeado por sus enemigos. Desesperado, ordenó a sus compañeros huir para seguir peleando otro día, pero él luchó en ese lugar de rodillas, matando algunos oponentes hasta morir por una jabalina. Al parecer, nadie se atrevía a enfrentarse con él cuerpo a cuerpo y prefirieron atacarlo con proyectiles hasta que la jabalina le atravesó el pecho, pero logró sacársela y murió postrado en sus brazos.

## Consecuencias
Casi todos los macedonios que lucharon volvieron heridos a su campamento. Antípatro deseaba acabar la guerra y temía la envidia que su victoria podía provocar, como que Alejandro III considerada que le había robado su gloria. Por ello, decidió encargar las negociaciones a un consejo formado por sus aliados griegos.
Los espartanos enviaron embajadores a Corinto a negociar a paz, pero no hubo acuerdo excepto en que esperarían a que Alejandro III les enviara sus órdenes para decidir qué hacer. Antípatro perdonó a Tegea, excepto sus cabecillas, ordenó a aqueos y eleos pagar 120 talentos a los habitantes de Megalópolis por los daños causados durante la guerra y tomó como rehenes a 50 de los nobles más influyentes de los hómoioi. Los espartanos enviaron una embajada solicitando el perdón del rey macedonio. Cuando Alejandro III, en plena campaña asiática, se enteró de los eventos dijo: «Parece, mis hombres, que mientras estábamos conquistando a Darío aquí, ha habido una batalla de ratones allí en Arcadia», para indicar que no tenía la menor intención de volver a ayudar a Antípatro.
Aunque no se conocen exactamente los detalles posteriores, es probable que los aliados de Agis III recibieran un castigo más duro que la propia Esparta, pues Antípatro realizó muchas levas en los meses siguientes y le envió refuerzos a Alejandro III. Así, el poder militar griego se vio debilitado, pero Antípatro salvó a sus polis de un castigo peor. Aparentemente, no hubo cambios posteriores en la política griega hasta la campaña en el subcontinente indio. Es posible que se exigiera la adhesión de Esparta a la Liga de Corinto, convirtiéndose en el último Estado griego en unirse. Un ejército macedonio permaneció en Creta como guarnición.

### Obras antiguas
De las obras antiguas, los libros son citados con números romanos y capítulos y/o párrafos con indios.
- Dinarco. Discursos. Digitalizado por Perseus. Basado en traducción griego-inglés por  J. O. Burtt, Minor Attic Orators, volumen 2, Harvard University Press, 1962.
- Diodoro Sículo. Biblioteca histórica. Digitalización en Perseus, basada en la traducción griego-inglés por C. H. Oldfather, Harvard University Press, 1989.
- Esquines. Discursos. Testimonios y cartas. Digitalización por Perseus. Basada en la traducción griego-inglés por Charles Darwin Adams, Cambridge: Harvard University Press, 1919.
- Flavio Arriano. Anábasis de Alejandro Magno. Digitalizado por Attalus. Basada en la traducción griego-inglés por E. Iliff Robson,  volumen 2, Cambridge: Harvard University Press, 1967.
  - Véase también versión digitalizada por Perseus basada en edición griega por A. G. Roos, Leipzig: Teubner, 1907.
- Marco Juniano Justino. Epítome de las Historias Filípicas de Pompeyo Trogo. Digitalización en Forum romanum. Basada en traducción latín-inglés por John Selby Watson, Londres: Henry G. Bohn, 1853.
- Mestrio Plutarco. Máximas de espartanos, parte de Moralia (Obras morales y de costumbres). Digitalización en UChicago. Basada en traducción griego-inglés por Frank Cole Babbitt, volumen 3, Loeb Classical Library, 1931.
  - Véase también versión digitalizada por Perseus basada en traducción griego-inglés por William W. Goodwin, Boston: Little, Brown, and Company, 1874.
- Mestrio Plutarco. Vida de Agesilao, parte de Vidas paralelas. Digitalización en UChicago. Basada en traducción griego-inglés por Bernadotte Perrin, volumen 5, Londres: Loeb Classical Library, 1927.
- Pausanias. Descripción de Grecia. Digitalizada por Perseus. Basada en traducción griego-inglés por W. H. S. Jones & H. A. Ormerod; Cambridge: Harvard University Press, 1918.
- Quinto Curcio Rufo. Historia de Alejandro Magno. Versión digitalizada en Perseus. Basada en edición en latín por Edmund Hedicke, Leipzig: Teubner, 1908. 
  - Véase también versión digitalizada por Cervantes Virtual basada en la edición latina por Henry Crosby, Nueva York: D. Appleton and Company, 1854.
  - Véase también versión digitalizada por UChicago basada en la edición latina por Theodor Vogel, Leipzig: Teubner, 1880.

### Obras modernas
- Detorakis, Theocharis E. (1994). History of Crete (en inglés). Heraclión: Detorakis. ISBN 960-220-712-4.
- Droysen, Johann Gustav (2003). Histoire de l'Hellénisme (en francés). París: Robert Laffont. ISBN 2-221-08758-5.
- Grainger, John D. (2019). Antipater's Dynasty: Alexander the Great's Regent and His Successors (en inglés). Filadelfia: Pen & Sword Military. ISBN 9781526730886.
- McQueen, E. I. (1978). «Some Notes on the Anti-Macedonian Movement in the Peloponnese in 331 B.C.». Historia: Zeitschrift für Alte Geschichte (en inglés) XXVII (1): 40-64.
- Niebuhr, Barthold Georg (1852). Lectures on Ancient History, from the Earliest Times to the Taking of Alexandria by Octavianus (en inglés). Londres: Taylor, Walton and Maberly.
- Ray, Fred Eugene (2012). Greek and Macedonian Land Battles of the 4th Century B.C (en inglés). Jefferson: McFarland & Company. ISBN 9780786469734.
- Sealey, Raphael (1993). Demosthenes and His Time: A Study in Defeat. Oxford: Oxford University Press. ISBN 9780195359961.